# Buddy Murphy
Matthew Adams (n. 26 septembrie 1988, Melbourne, Victoria, Australia) este un wrestler profesionist australian. Este cunoscut pentru timpul său petrecut în WWE.
Înainte de a se alătura WWE, Adams a luptat în primul rând în Australia, sub numele de Matt Silva, apărând în promoții precum Professional Championship Wrestling (PCW) și Melbourne City Wrestling (MCW). Adams a semnat cu WWE în 2013, începând în teritoriul de dezvoltare NXT. Anul următor, a format o echipă cu Wesley Blake, cu care a câștigat NXT Tag Team Championship cu o ocazie. [A] Murphy a devenit astfel primul australian care a deținut un campionat în WWE. La începutul anului 2018, Adams a fost mutat în roster-ul principal din WWE, deoarece a devenit parte din 205 Live. A câștigat WWE Cruiserweight Championship mai târziu în acel an, în octombrie, devenind primul luptător australian care a câștigat un titlu în roster-ul principal. În aprilie 2019, a fost transferat la SmackDown, plecând din divizia Cruiserweight. Murphy a fost transferat mai târziu la Raw la începutul lunii octombrie. În ianuarie 2020, Murphy s-a aliat cu Seth Rollins, ceea ce a condus la duo-ul câștigând campionatele WWE Raw Tag Team Championship la sfârșitul acelei luni. Pe 2 iunie 2021, Murphy a fost eliberat din contractul său WWE.

## Campionate și realizări
- Ballarat Pro Wrestling

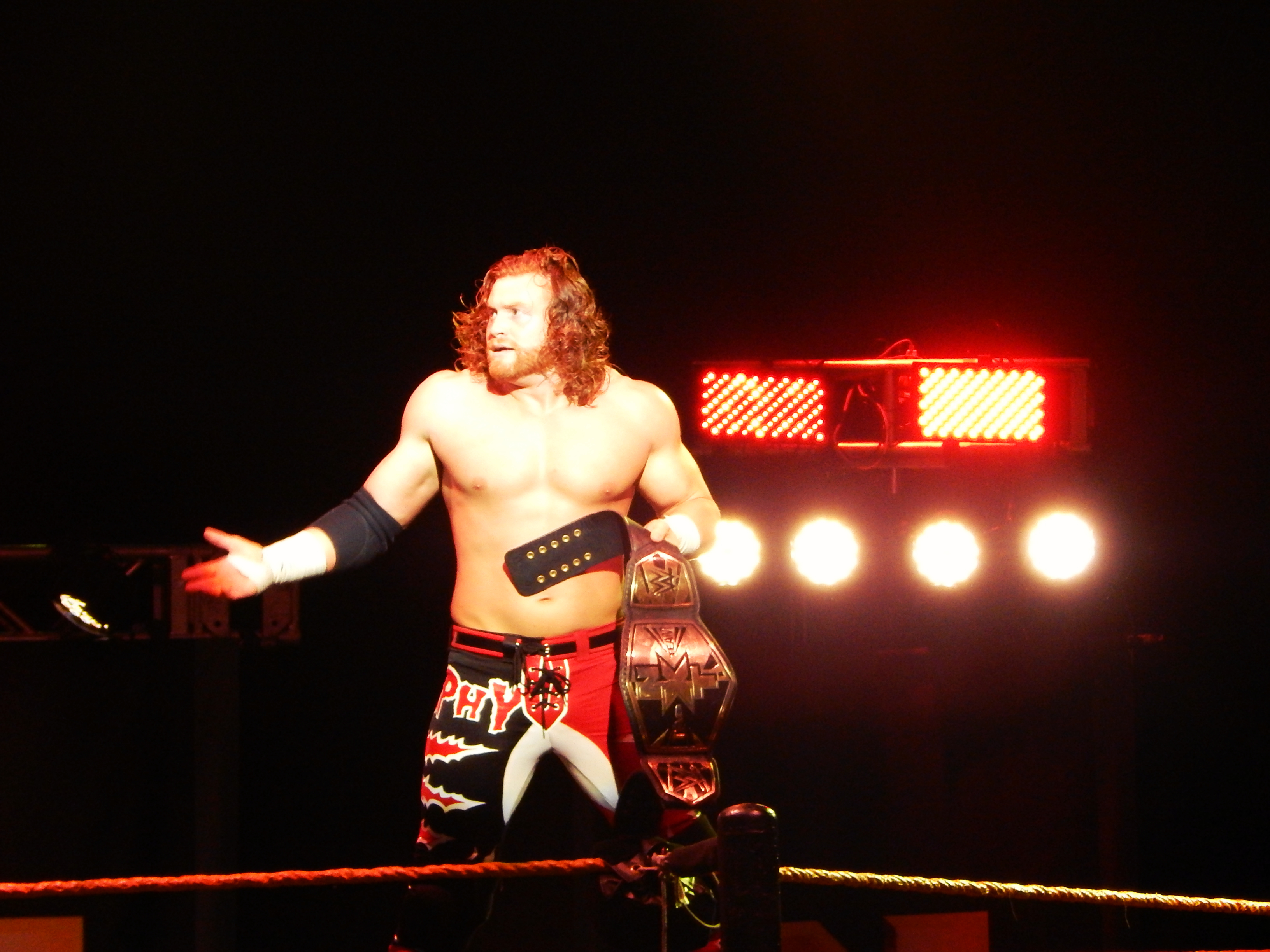
Murphy is a one-time NXT Tag Team Champion (with Wesley Blake)

  - BPW Australian Championship (1 dată)[6][7][8]
- CBS Sports
  - Breakthrough Wrestler of the Year (2018)[9]
- Melbourne City Wrestling
  - MCW Heavyweight Championship (1 dată)[10]
- Professional Championship Wrestling
  - PCW State Championship (1 dată)[11]
- Pro Wrestling Illustrated
  - Ranked No. 33 of the top 500 singles wrestlers in the PWI 500 în 2019[12]
- WWE
  - NXT Tag Team Championship (1 dată) – alături Wesley Blake[13]
  - WWE Cruiserweight Championship (1 dată)[14]
  - WWE Raw Tag Team Championship (1 dată) – alături de Seth Rollins[15]